# اس‌اس کالیفرنیا (۱۹۲۸)
اس‌اس کالیفرنیا (۱۹۲۸) (به انگلیسی: SS California (1928)) یک کشتی بود که طول آن ۵۷۴٫۴ فوت (۱۷۵٫۱ متر) بود. این کشتی در سال ۱۹۲۸ ساخته شد.